# Флоридский пещерный медведь
Флоридский пещерный медведь, флоридский короткомордый медведь, флоридский очковый медведь (лат. Tremarctos floridanus) — вымерший в доисторическую или на грани исторической эпохи вид животных из семейства медвежьих.
Обитал на американском континенте в плейстоцене, в основном в пещерах. Костные останки обнаружены впервые в штате Флорида, США, что и дало название ископаемому виду. Состоит в близком родстве с очковым медведем и короткомордыми медведями рода Arctodus, вместе с которыми объединяется в подсемейство Tremarctinae. Анатомически был достаточно схож с современным андским медведем.